# سیارک ۲۶۳۳۳
سیارک ۲۶۳۳۳ (به انگلیسی: 26333 Joachim، نامگذاری:1998WU11)۲۶۳۳۳مین سیارک کشف شده‌است که در ۲۱ نوامبر ۱۹۹۸ کشف شد.